# Škunerový stěžeň
Škunerový stěžeň se skládá z besanového pně, besanové čnělky a vratiráhna, případně vratipně.
Je osazen podélnými plachtami – vratiplachtou a čnělkovou plachtou.
Je součástí škuneru, brigy nebo brigantiny – „škunerové brigy“

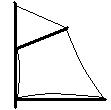
Vratiplachta s čnělkovou plachtou na škunerovém stěžni